# ليم هوا يونغ
ليم هوا يونغ (بالكورية: 임화영)‏ هي ممثلة كورية جنوبية، ولدت يوم 6 أكتوبر 1984 في سول في كوريا الجنوبية.

## روابط خارجية
- ليم هوا يونغ على موقع IMDb (الإنجليزية)